# Pavillon (Maustmühle)

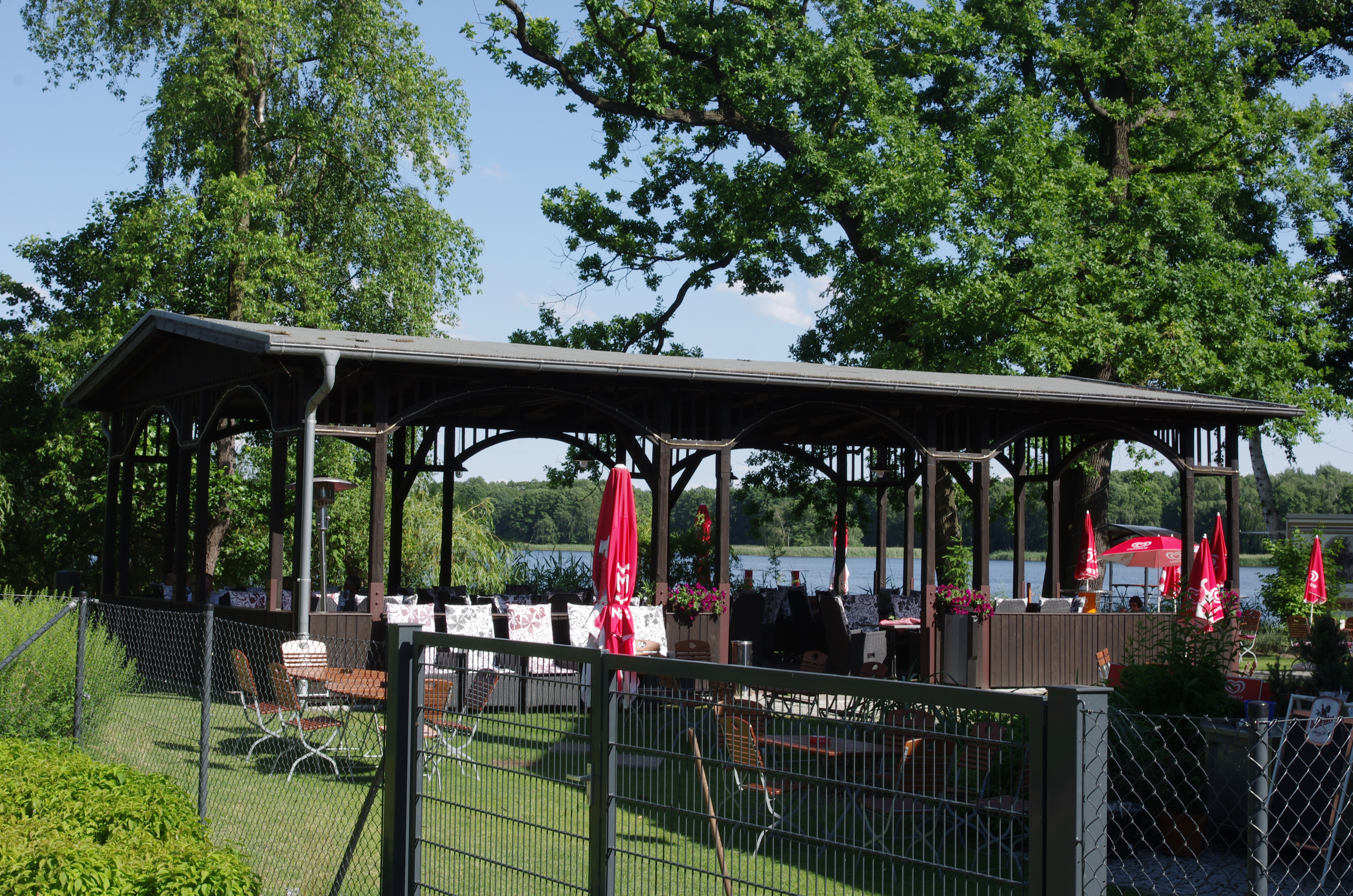
Pavillon der Gaststätte Maustmühle (2013)

Der sogenannte Pariser Pavillon ist ein Pavillon auf dem Gelände der Gaststätte Maustmühle in Maust, einem Ortsteil der Gemeinde Teichland im Landkreis Spree-Neiße in Brandenburg. Der Pavillon ist ein eingetragenes Baudenkmal in der Denkmalliste des Landes Brandenburg.
Der Pavillon wurde im Jahr 1910 im Kaffee- und Biergarten der Gaststätte Maustmühle an den Peitzer Teichen aufgestellt. Die Gaststätte entstand bereits im Jahr 1832 und entwickelte sich in der folgenden Zeit zu einer beliebten Ausflugsgaststätte der Cottbuser Bevölkerung. Im Dezember 1907 wurde die Wirtschaft durch einen Brand zerstört und in den folgenden beiden Jahren wieder aufgebaut. Durch den Ersten Weltkrieg wurde sie erst 1920 wieder eröffnet. 2008 und 2009 wurde der durch Witterungseinflüsse beschädigte Pavillon restauriert.
Das Bauwerk ist eine offene Holzstützenkonstruktion mit 12,60 Metern Länge und 8,20 Meter Breite. Abgeschlossen wird der Pavillon durch ein flaches Satteldach; die Brüstung ist vertikal verbrettert. Die Stützen sind abwechselnd eng und breit auseinander angeordnet, die Felder zwischen den Stützen sind in den breiten Bereichen rundbogig. Die Giebel auf den Schmalseiten sind verbrettert. Auf den langen Seiten befinden sich die Eingänge in der Mitte.